# Lancer du poids masculin aux Jeux olympiques d'été de 1980
Navigation
Montréal 1976 Los Angeles 1984
L'épreuve du lancer du poids masculin aux Jeux olympiques de 1980 s'est déroulée les 28 et 30 juillet 1980 au Stade Loujniki de Moscou, en URSS. Elle est remportée par le Soviétique Vladimir Kiselyov avec la marque de 21,35 m.

## Résultats

### Finale
| Rang               | Athlète               | Pays               | Essais | Essais | Essais | Essais | Essais | Essais | Marque  |
| Rang               | Athlète               | Pays               | 1      | 2      | 3      | 4      | 5      | 6      | Marque  |
| ------------------ | --------------------- | ------------------ | ------ | ------ | ------ | ------ | ------ | ------ | ------- |
| Médaille d'or      | Vladimir Kiselyov     | Union soviétique   | 21.10  | 20.86  | 21.35  | 21.03  | 21.00  | X      | 21.35 m |
| Médaille d'argent  | Aleksandr Baryshnikov | Union soviétique   | 20.20  | 21.08  | 20.66  | 20.39  | X      | X      | 21.08 m |
| Médaille de bronze | Udo Beyer             | Allemagne de l'Est | X      | 20.70  | 21.06  | 20.98  | X      | X      | 21.06 m |
| 4                  | Reijo Ståhlberg       | Finlande           | 19.83  | X      | 20.20  | 19.63  | 20.82  | 20.58  | 20.82 m |
| 5                  | Geoff Capes           | Royaume-Uni        | 20.50  | X      | 19.47  | X      | 19.69  | 19.23  | 20.50 m |
| 6                  | Hans-Jürgen Jacobi    | Allemagne de l'Est | 20.32  | X      | 19.80  | 19.50  | X      | 20.00  | 20.32 m |
| 7                  | Jaromír Vlk           | Tchécoslovaquie    | 20.24  | X      | 19.77  | 19.62  | 19.84  | 20.01  | 20.24 m |
| 8                  | Vladimir Milić        | Yougoslavie        | 20.07  | X      | 19.69  | X      | 20.06  | X      | 20.07 m |
| 9                  | Anatoli Yaroch        | Union soviétique   | 19.63  | 19.93  | X      |        |        |        | 19.93 m |
| 10                 | Hreinn Halldorsson    | Islande            | 19.55  | 18.99  | 19.16  |        |        |        | 19.55 m |
| 11                 | Oskar Jakobsson       | Islande            | 19.07  | X      | X      |        |        |        | 19.07 m |
| 12                 | Jean-Pierre Egger     | Suisse             | 18.25  | 18.26  | 18.90  |        |        |        | 18.90 m |

## Légende
Records et Performances
- AR : Record continental (area record)
- CR : Record des championnats (championship record)
- MR : Record du meeting (meet record)
- NR : Record national (national record)
- OR : Record olympique (olympic record)
- PR : Record paralympique (paralympic record)
- PB : Record personnel (personal best)
- SB : Meilleure performance personnelle de la saison (season's best)
- WL : Meilleure performance mondiale de l'année (world leader)
- WJR : Record du monde junior (world junior record)
- WR : Record du monde (world record)

Circonstances et Conditions
- DNF : N'a pas terminé (did not finish)
- DNS : N'a pas pris le départ (did not start)
- DQ : Disqualification (disqualification)
- NM : Aucun essai valable enregistré (No Mark)
- Q : Qualifié « directement » au prochain tour (ou à la prochaine compétition), lors d'une compétition majeure, grâce au classement ou à la réalisation des minima (automatic qualifier)
- q : Qualifié au prochain tour (ou à la prochaine compétition), lors d'une compétition majeure, grâce au repêchage ou à la réalisation de l'une des meilleures performances parmi celles des « non qualifiés directement » (grâce au meilleur temps ou à la meilleure distance par exemple) (secondary qualifier)